# Scholtenhuis
Het Scholtenhuis of Scholtenshuis was een beroemd en berucht gebouw in het centrum van de stad Groningen aan de oostkant van de Grote Markt. Het werd tussen 1878 en 1881 gebouwd naar een ontwerp in eclectische stijl van de Groninger architect J. Maris, in opdracht van de Groninger industrieel Willem Albert Scholten. Het pand bevatte twee huizen die werden bewoond door twee generaties Scholten: vader W.A. en zoon J.E. Scholten. Van het pand resteert alleen het bijbehorende koetshuis met chauffeursbovenwoning aan het Martinikerkhof 8, waar een S boven de ingang verwijst naar Scholten.

## Ontstaansgeschiedenis
"Rieke" (Gronings voor rijke) Scholten wilde in Groningen op stand wonen en had zijn oog laten vallen op een paar panden aan de Grote Markt, die echter nog bewoond werden. Een timmerman werd erop uitgestuurd om de bewoners mee te delen dat hij wel een koper wist. Bij de freules Van Imhoff wekte deze mededeling verbazing, bij jonkheer Alberda van Ekenstein riep ze verstoordheid op en de eigenares van het derde pand wilde ook niets van verkoop weten. Scholten koos toen domicilie op de hoek van de Gelkingestraat, iets zuidelijker, en wachtte zijn tijd af. De een na de ander overleed. Scholten kocht de panden, liet ze afbreken en bouwde zijn paleis. Scholten had zodoende uitzicht over de Grote Markt en op het stadhuis van Groningen. Omdat Scholten wilde kunnen zien waar de wind vandaan kwam liet hij op het stadhuis een windvaan inbouwen met een wijzerplaat aan de voorkant van het stadhuis.

## Tweede Wereldoorlog

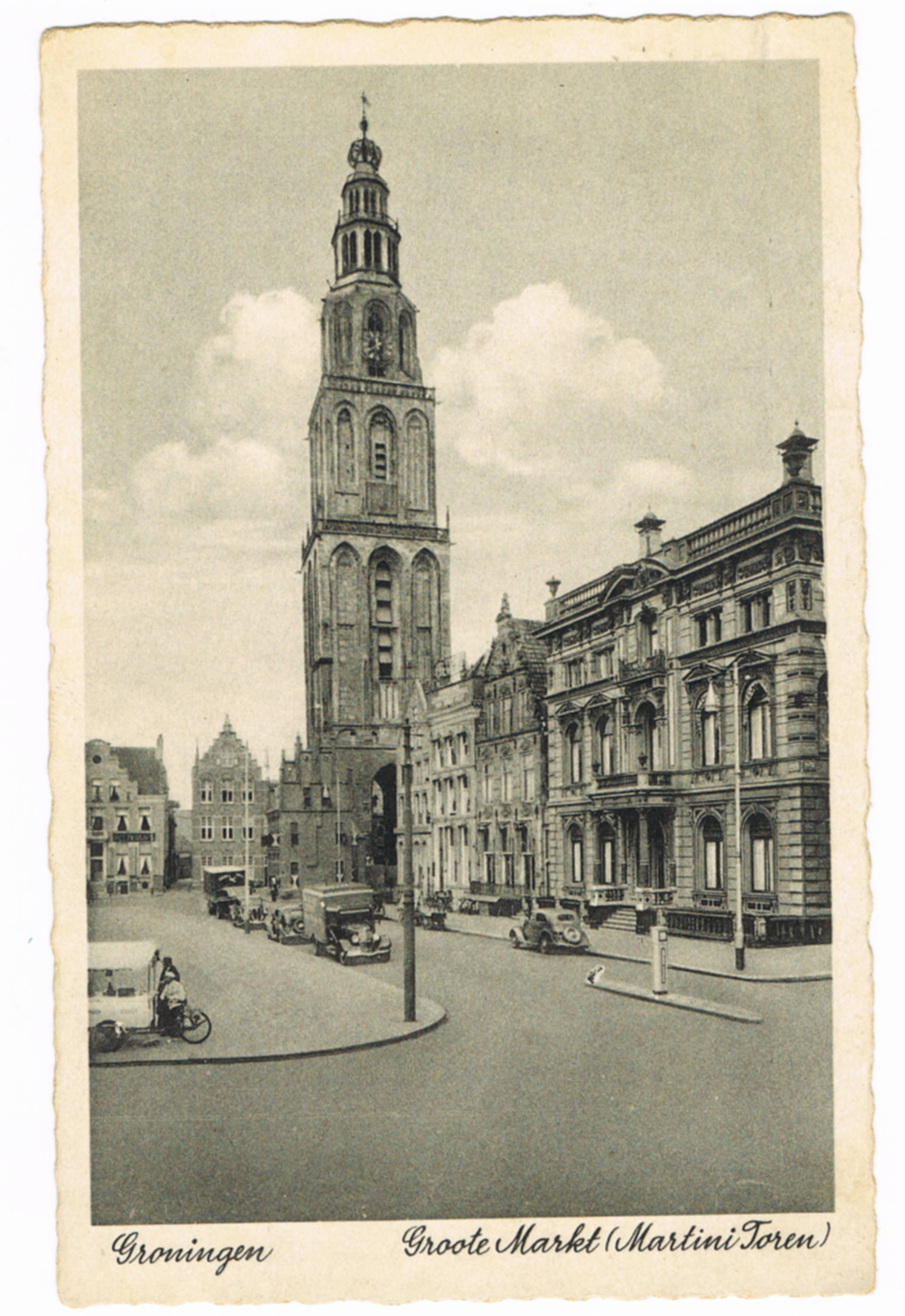
Scholtenhuis, Groningen. Jaren 30 van de 20e eeuw

Berucht werd het Scholtenhuis in de Tweede Wereldoorlog. In juni 1940 werden de weduwe van Jan Evert Scholten, Geessien Mulder, en haar jongste zoon Johan Bernhard uit het huis gezet. Het pand werd door de bezetter gebruikt voor het vestigen van een van de zes Nederlandse Aussenstellen, een hoofdkwartier voor de regionale afdeling van de Sicherheitsdienst en de Sicherheitspolizei. Onder leiding van onder andere de gevreesde SD'er Robert Lehnhoff werden er honderden verzetsstrijders gevangengenomen, verhoord, beestachtig behandeld en gemarteld. Daarna werden ze vaak op verschillende afgelegen plekken gefusilleerd. Het Scholtenhuis werd in de volksmond daarom vaak het voorportaal van de hel genoemd. Bij de bevrijding van Groningen werd het gebouw in brand gestoken, beschoten en volledig verwoest. Het leeft echter voort in de herinnering van de stadjers die de oorlog nog bewust hebben meegemaakt.
De beulen van het Scholtenhuis hebben meer dan 473 mensenlevens op hun geweten. Daarbij zijn wel meegeteld degenen die door de SD naar concentratiekampen gezonden zijn en daar zijn gestorven, maar niet de op transport gestelde en niet teruggekeerde joden.  De Groningse urn in het Nationaal Monument op de Dam in Amsterdam bevat aarde van de plek waar het Scholtenhuis stond.

### Voornaamste Duitse medewerkers van de SD in het Scholtenhuis
- Bernard Georg Haase, commandant van SD-Aussenstelle Groningen
- Friedrich Bellmer, plaatsvervangend commandant van SD-Aussenstelle Groningen
- Emil Schuchmann, hoofd van Sicherheitsdienst afdeling III
- Dr. Ernst Knorr, hoofd van Sicherheitspolizei afdeling IV-A
- Robert Lehnhoff, hoofd van Sicherheitspolizei afdeling IV-B
- Jozef Kindel, medewerker van Sicherheitspolizei afdeling IV-B
- Helmuth Johann Schäper, medewerker van Sicherheitspolizei afdeling IV-A

### Enige Nederlandse medewerkers van de SD in het Scholtenhuis
- Harm Bouman (22 jaar gevangenisstraf; toonde ernstig berouw)
- Evert Drost (geëxecuteerd)
- Oomke Bouman (geëxecuteerd)
- Eppe Steenwijk, een Groningse politieagent (15 jaar gevangenisstraf)
- Pieter Johan Faber (geëxecuteerd)
- Abraham Kaper (geëxecuteerd)
- Klaas Carel Faber, broer van Pieter (levenslang, ontsnapt 1952, overleden 24 mei 2012 in Ingolstadt, Duitsland)[5]
- Peter Schaap (SD'er) (geëxecuteerd)
- Zacharias Sleijfer (overleden in een psychiatrische inrichting)

## Na de oorlog
Na de oorlog duurde het tot 1954 voordat op de plek van het Scholtenhuis nieuwbouw kwam. Het betrof Mutua Fides, sociëteitsgebouw van het Groninger studentencorps Vindicat atque Polit. De rooilijn aan de oostkant van de Grote Markt werd ongeveer twintig meter naar achteren gebracht zodat de oorspronkelijke locatie van het Scholtenhuis nog maar moeilijk herkenbaar is. Er verrezen winkels, alsmede de Naberpassage, genoemd naar de verzetsstrijder Caspar Naber, die in 1944 in het Scholtenhuis door de Duitsers gevangen werd genomen en zelfmoord pleegde om niet te kunnen doorslaan bij de verhoren. Er kwam een gedenkplaat met het volgende gedicht:
Scholtenshuis 1940 - 1945
Hier stond 't huis van het nazisme,
van hakenkruis en van SS
Hier gaven zij germaanse les
in gruwelijk sadisme.
Hier hebben zij die voor de vrijheid streden
onmenselijk geleden.
Sinds april 2009 is het mogelijk een virtuele wandeling door het Scholtenhuis te maken, films en foto's te zien en interviews te beluisteren. Deze driedimensionale reconstructie, te vinden op www.scholtenhuis.nl, is tot stand gekomen onder verantwoordelijkheid van het Oorlogs- en Verzetscentrum Groningen.
De plaats waar het Scholtenhuis stond is nu in het geheel niet meer herkenbaar als gevolg van de bouw van het Market Hotel. De tijdelijk verwijderde gedenkplaat is in 2021 weer aangebracht in de zijwand van het hotel in de nieuwe Naberstraat. Het restaurant in het hotel heet 'Willem Albert', naar de voornamen van de oorspronkelijke bouwheer.